# Pedro Altán
Pedro Manuel Alejandro Altán Hernández (Guatemala; 7 de junio de 1997) es un futbolista guatemalteco. Juega de centrocampista y su equipo actual es el Municipal de la Liga Nacional de Guatemala. Es internacional absoluto por la selección de Guatemala desde 2019.

## Trayectoria
Formado en las inferiores del Municipal, Altán fue promovido al primer equipo en la temporada 2015-16.

## Selección nacional
Debutó por la selección de Guatemala el 15 de agosto de 2019 ante República Dominicana.

### Participaciones en copas continentales
| Copa                            | Sede                    | Resultado  |
| ------------------------------- | ----------------------- | ---------- |
| Copa de Oro de la Concacaf 2023 | Estados Unidos · Canadá | En disputa |

## Estadísticas
Actualizado al último partido disputado el 14 de mayo de 2023.
| Club                           | Div.          | Temporada     | Liga  | Liga  | Copas nacionales | Copas nacionales | Copas internacionales | Copas internacionales | Total | Total |
| Club                           | Div.          | Temporada     | Part. | Goles | Part.            | Goles            | Part.                 | Goles                 | Part. | Goles |
| ------------------------------ | ------------- | ------------- | ----- | ----- | ---------------- | ---------------- | --------------------- | --------------------- | ----- | ----- |
| Municipal · Guatemala          | 1.ª           | 2015-16       | 34    | 2     | 0                | 0                | 2                     | 0                     | 36    | 2     |
| Municipal · Guatemala          | 1.ª           | 2016-17       | 16    | 0     | 0                | 0                | —                     | —                     | 16    | 0     |
| Municipal · Guatemala          | 1.ª           | 2017-18       | 12    | 1     | 0                | 0                | —                     | —                     | 12    | 1     |
| Municipal · Guatemala          | 1.ª           | 2021-22       | 40    | 5     | 0                | 0                | —                     | —                     | 40    | 5     |
| Municipal · Guatemala          | 1.ª           | 2022-23       | 34    | 4     | 0                | 0                | 0                     | 0                     | 34    | 4     |
| Municipal · Guatemala          | Total club    | Total club    | 136   | 12    | 0                | 0                | 2                     | 0                     | 138   | 12    |
| Deportivo Sanarate · Guatemala | 1.ª           | 2018-19       | 35    | 2     | 0                | 0                | —                     | —                     | 35    | 2     |
| Deportivo Sanarate · Guatemala | 1.ª           | 2019-20       | 27    | 5     | 0                | 0                | —                     | —                     | 27    | 5     |
| Deportivo Sanarate · Guatemala | Total club    | Total club    | 62    | 7     | 0                | 0                | 0                     | 0                     | 62    | 7     |
| Cobán Imperial · Guatemala     | 1.ª           | 2020-21       | 28    | 5     | 0                | 0                | —                     | —                     | 28    | 5     |
| Cobán Imperial · Guatemala     | Total club    | Total club    | 28    | 5     | 0                | 0                | 0                     | 0                     | 28    | 5     |
| Municipal · Guatemala          | 1.ª           | 2021-22       | 40    | 5     | 0                | 0                | 0                     | 0                     | 40    | 5     |
| Municipal · Guatemala          | 1.ª           | 2022-23       | 34    | 4     | 0                | 0                | 0                     | 0                     | 34    | 4     |
| Municipal · Guatemala          | 1.ª           | 2023-24       | 35    | 3     | 0                | 0                | 0                     | 0                     | 35    | 3     |
| Municipal · Guatemala          | Total club    | Total club    | 109   | 12    | 0                | 0                | 0                     | 0                     | 109   | 12    |
| Total carrera                  | Total carrera | Total carrera | 335   | 36    | 0                | 0                | 2                     | 0                     | 337   | 36    |

## Palmarés

### Títulos nacionales
| Título                     | Club      | País      | Año           |
| -------------------------- | --------- | --------- | ------------- |
| Liga Nacional de Guatemala | Municipal | Guatemala | Clausura 2017 |